# Relaciones Chile-Georgia
Las relaciones Chile-Georgia son las relaciones internacionales entre la República de Chile y Georgia.

## Historia

### sigloXX
Las relaciones diplomáticas entre Chile y Georgia fueron establecidas el 7 de julio de 1993.

## Relaciones comerciales
En 2022, el intercambio comercial entre ambos países ascendió a los 109 millones de dólares estadounidenses, lo que supuso un 18% de crecimiento promedio anual en los últimos cinco años. Los principales productos exportados por Chile fueron cobre y salmones, mientras que Georgia exportó mayoritariamente aceite de pescado y ferro-sílico-manganeso.

## Misiones diplomáticas
- La embajada de Chile en Varsovia, Polonia concurre con representación diplomática a Georgia.[3]
- La embajada de Georgia en Argentina concurre con representación diplomática a Chile.[4]